# 新座市立第五中学校
新座市立第五中学校（にいざしりつ だいごちゅうがっこう）は、埼玉県新座市野寺四丁目にある公立中学校。

## シンボル
校章は埼玉県の県樹ケヤキの葉とヤマブキの花の図案化。校木はエンジュ。校花はバラ。

## 学校施設
- 本校舎：中央に位置し、さまざまな学校施設が集まる主要な校舎。
- 特別棟：本校舎の北東にあり、理科室などの特別な施設が備わっている。
- 体育館：体育の授業や学年集会、朝会、式典が行われる施設。エアコンが設置されている。
- 屋外プール：水泳部が主に利用する人工プール。
- 武道場：剣道部が主に使用するが、学年集会にも利用される。
- 本校庭：学校で最も広い校庭。
- 第二球技コート：本校舎の裏にある小さめの校庭。
- テニスコート：テニスの授業や部活動で使用される専用コート。

## 部活動

### 運動部
- 陸上部
- サッカー部
- 男子バスケットボール部
- 女子バスケットボール部
- 男子バレーボール部
- 女子バレーボール部
- 男子卓球部
- 女子卓球部
- 男子ソフトテニス部
- 女子ソフトテニス部

### 文化部
- 美術部
- 家庭科部
- 書道部
- 情報科学部

## 沿革
- 1976年（昭和51年） - 7月1日、校舎等建築起工。
- 1977年（昭和52年） - 開校。校章・校旗・校歌制定。開校記念日を7月1日に制定。
- 1982年（昭和57年） - 散水機を校庭に設置。
- 1985年（昭和60年） - 第二グラウンド完成。
- 1986年（昭和61年） - 校庭西側防球ネット新設工事。
- 1987年（昭和62年） - 校庭側防球ネット新設工事。
- 1991年（平成3年） - 「校歌歌碑」建立記念除幕式。
- 1992年（平成4年） - 防風林を校庭の西側へ植樹。
- 1994年（平成6年） - 第3球技コート完成。
- 1995年（平成7年） - 武道場完成。
- 1998年（平成10年） - 大規模改修・耐震補強工事。
- 2004年（平成16年） - 体育館改修竣工。
- 2008年（平成20年） - 特別支援学級を設置。
- 2015年（平成27年） - ジュニアオリンピックで陸上競技部が個人で優勝
- 2016年（平成28年） - 設立40周年記念イベント
- 2023年（令和5年）-すべての教室にエアコン設備

## 出身有名人
- 田中博康 - 元JRA騎手、現調教師

## アクセス
- JR武蔵野線｢北朝霞駅｣、東武東上線｢朝霞台駅｣、｢志木駅｣、西武池袋線｢ひばりヶ丘駅｣より西武バス｢貝沼｣バス停より徒歩10分。